# Jamie Stone

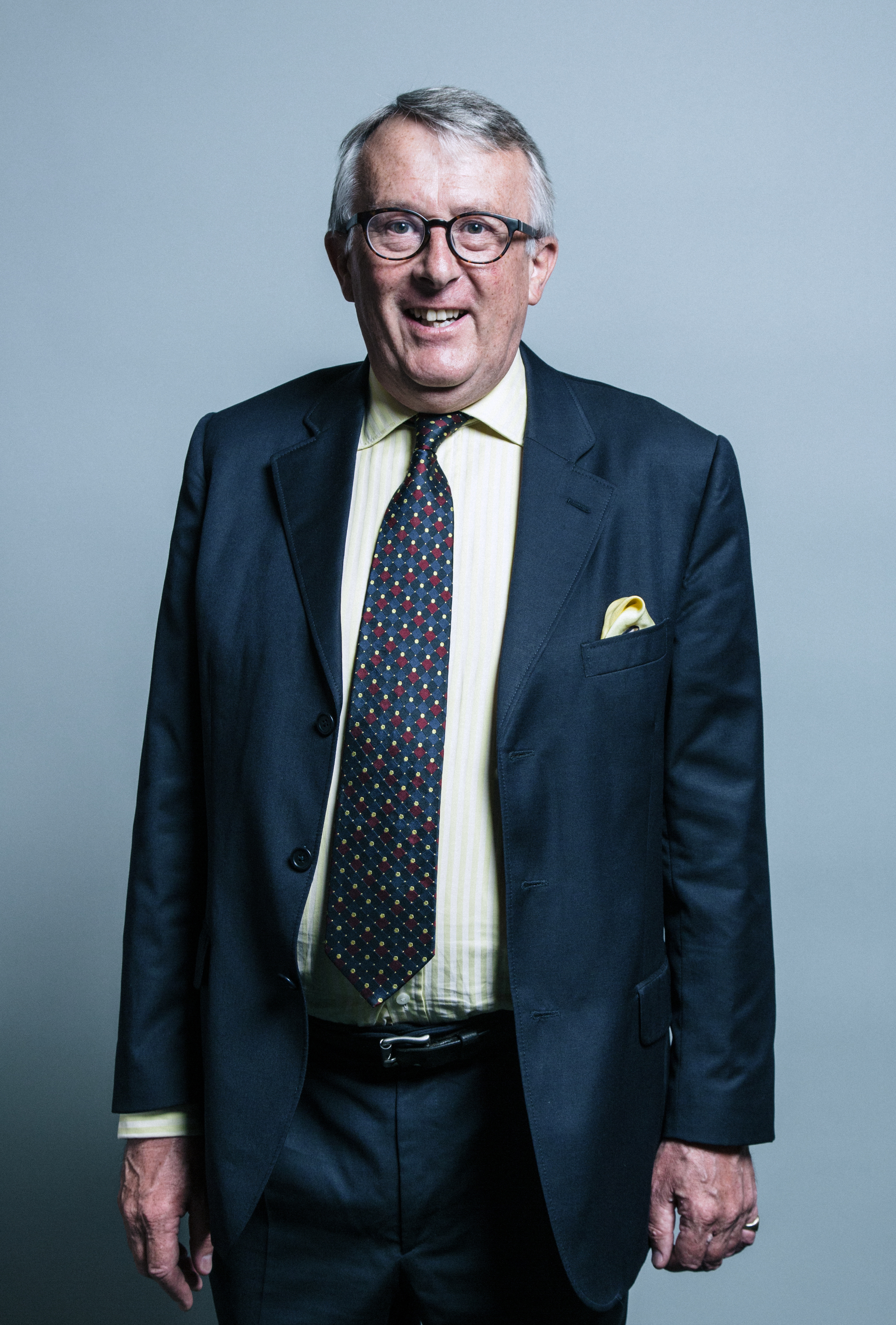
Jamie Stone

James Stone (* 1954 in Edinburgh) ist ein schottischer Politiker und Mitglied der Liberal Democrats.

## Leben
Stone besuchte die Tain Royal Academy und die Gordonstoun School in Elgin. Anschließend ging er an die Universität St Andrews, die er als Master der Geologie und Geschichte abschloss. Stone war unter anderem als Englischlehrer in Catania auf Sizilien und in der Lebensmittelindustrie tätig. Vor seiner Wahl ins Schottische Parlament war er bereits seit mehr als 13 Jahren Ratsmitglied, zunächst der Region Ross and Cromarty, dann der Region Highland.

## Politischer Werdegang

### Schottisches Parlament
Erstmals trat Stone bei den Schottischen Parlamentswahlen 1999 zu nationalen Wahlen an. Er kandidierte im Wahlkreis Caithness, Sutherland and Easter Ross und konnte das Direktmandat mit deutlichem Vorsprung vor den Kandidaten der Labour Party und der SNP erringen. Er zog in das neugeschaffene Schottische Parlament ein und konnte bei den folgenden Parlamentswahlen 2003 und 2007 sein Mandat verteidigen. Wie auch sein Parteikollege John Farquhar Munro kündigte Stone vor den Parlamentswahlen 2011 an, sich um keine weitere Amtszeit zu bewerben und schied zum Ende der Legislaturperiode aus dem Parlament aus. Im Zuge der Wahlkreisreform 2011 wurde der Wahlkreis Caithness, Sutherland and Easter Ross aufgelöst und weitgehend durch den neugeschaffenen Wahlkreis Caithness, Sutherland and Ross ersetzt. Das Direktmandat gewann Rob Gibson von der SNP.

### Britisches Unterhaus
Stones Parteikollege John Thurso hatte seit 2001 den Wahlkreis Caithness, Sutherland and Easter Ross im britischen Unterhaus vertreten. Nachdem er seinen Sitz bei den Unterhauswahlen 2015 an den SNP-Kandidaten Paul Monaghan verloren hatte und später in das House of Lords gewählt worden war, trat er zu den Unterhauswahlen 2017 nicht mehr an. Stone wurde als Nachfolger der Liberaldemokraten im Wahlkreis Caithness, Sutherland and Easter Ross nominiert. Am Wahltag konnte er die Stimmmehrheit erringen und zog in der Folge erstmals in das Unterhaus ein.